# Дьїрмот (футбольний клуб)
ФК «Дьїрмот» (угор. Gyirmót FC Győr) — угорський футбольний клуб з міста Дьєр, заснований 1993 року. Виступає в ОТП Банк Лізі. Домашні матчі приймає на стадіоні «Менфью», місткістю 4 728 глядачів.